# Brøndums Hotel

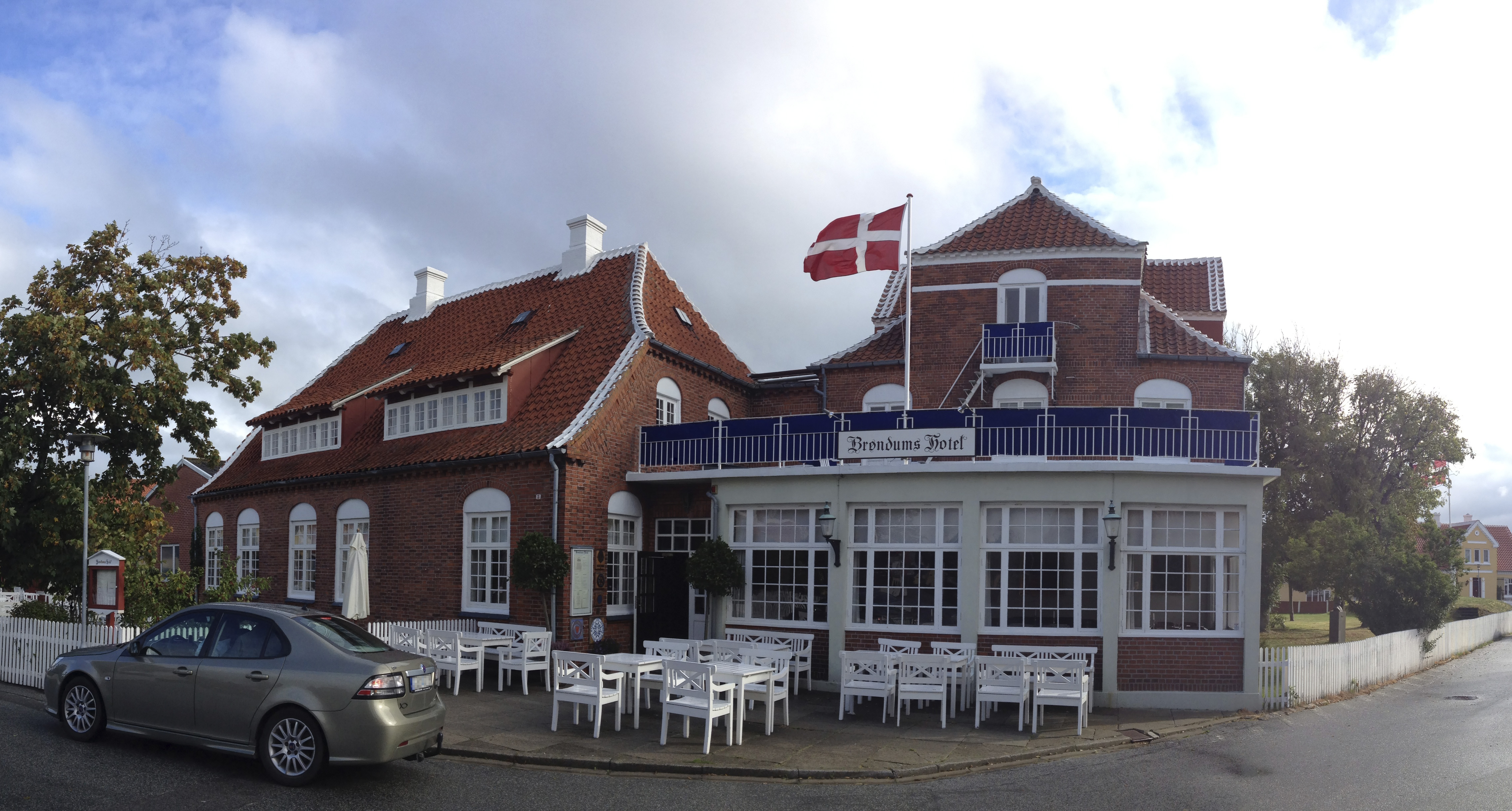
Brøndums Hotel

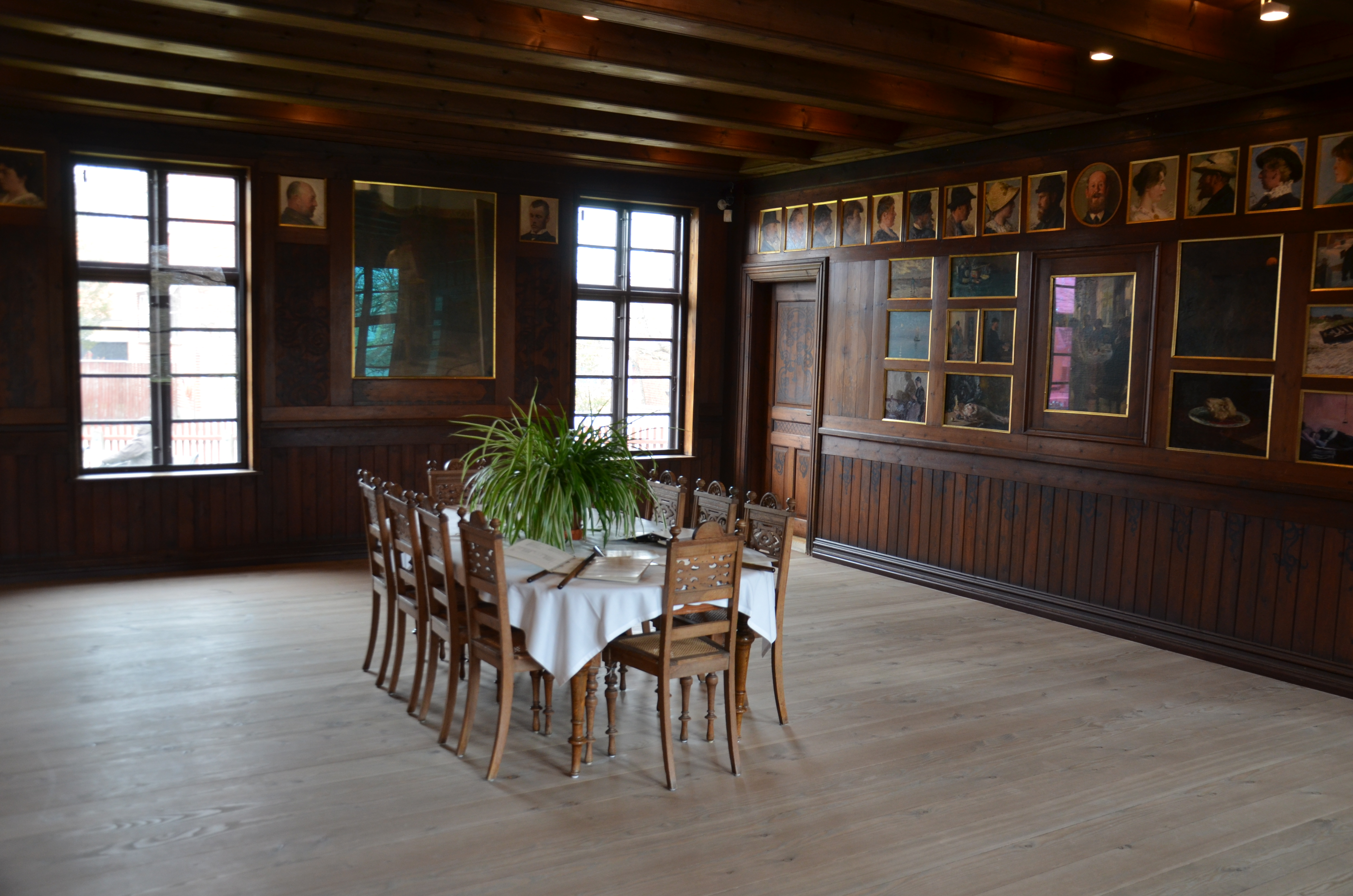
Gamla matsalen i Brøndums Hotel, nu ingående i Skagens Museum

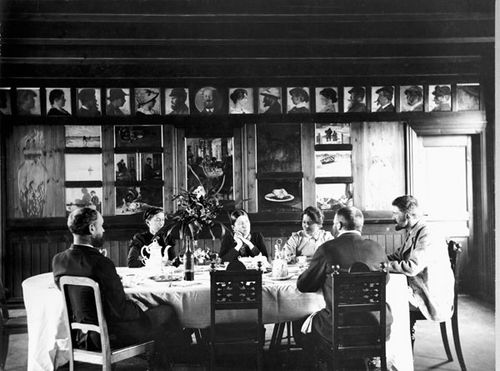
Matsalen i Brøndums Hotel 1891/92

Brøndums Hotel är ett danskt hotell i Skagen.
Hotellrörelsen etablerades i en fyralängig köpmangård, som Ane Kirstine Madsdatter Houmann (1785–1858) år 1839 ärvde av sin styvfar Christen Degn (1760–1839). Hon drev den tillsammans med sin man Anders Eriksen Brøndum (1735–1835) med hjälp av parets son Erik Andersen Brøndum (1820–1890). Erik Brøndum och dennes hustru Anne Hedvig Sørensdatter Møller (1826–1916) övertog köpmansgården 1850 och fick 1858 tillstånd att driva gästgiveri. Den drevs därefter under namnet Brøndums købmandsgård og gæstgiveri.
Sonen Degn Brøndum (1856–1932) övertog gästgivargården omkring år 1880. Namnet Brøndums Hotel fick det under dennes ägandeskap.
Gästgivargården brann ned 1874 och en länga uppfördes strax efteråt. Hotellet byggdes ut efter ritningar av Ulrik Plesner i början på 1890-talet samt 1897 och 1909. Vissa delar förstördes senare i bränder 1954 och 1959.
Skagenmålaren Anna Ancher var dotter till Erik Andersen och Anne Hedvig Brøndum och föddes på hotellet.
Matsalen med inredning från 1906 och ritad av Thorvald Bindesbøll överfördes till Skagens Museum enligt Degn Brøndums testamente.

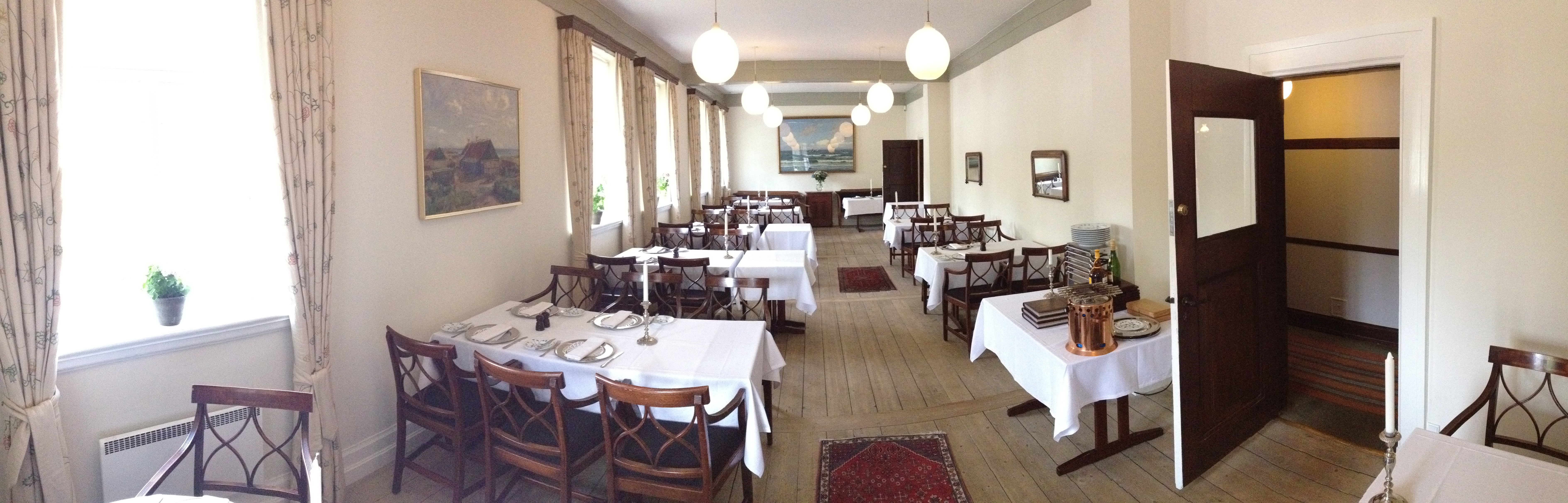
Nuvarande matsalen i Brøndums Hotel.